# Martin Havelka
Martin Havelka (10. července 1958 Karlovy Vary – 2. října 2020 Brno) byl český divadelní a filmový herec.
Absolvoval střední odborné vzdělání. Začínal v brněnském Divadle Husa na provázku, poté přešel do činohry Národního divadla v Brně. Od 1. srpna 1999 byl stálým členem Městského divadla Brno. Zde ztvárnil několik rolí, za některé z nich byl dokonce nominovaný na Cenu Thálie, a to v roce 1998 za roli Che Guevary v muzikálu Evita a o dva roky později byl nominován za roli Truffaldina ve hře Sluha dvou pánů. Od roku 2007 hrál roli Darryla van Horna v muzikálové komedii Čarodějky z Eastwicku. Za tuto roli byl taktéž nominován na Cenu Thálie. Roku 2011 měla v Divadle Husa na provázku premiéra hra Leoš aneb tvá nejvěrnější, kde byl Havelka obsazen do role Leoše Janáčka. Ve filmu se poprvé objevil v Baladě pro banditu. Po několika menších rolích si ho všimla také televize. Převážná část jeho práce před kamerou převládala v jeho kmenovém městě Brně.

## Osobní život

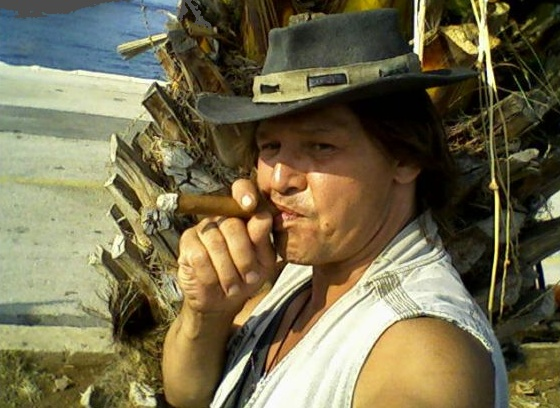
Martin Havelka s doutníkem

Byl ženatý. Se svou manželkou Ivou Havelkovou měl tři děti: Jana, Martina a Emílii Emmu. Mezi jeho zájmy patřilo vyřezávání dřevěných soch, vše okolo indiánů, fotografování a také ho bavil westernový život. Žil nedaleko Brna ve vesnici jménem Radostice. Manželka pracuje také v Městském divadle Brno jako rekvizitářka a jeho syn Jan tamtéž pracuje jako osvětlovač.

## Role v Městském divadle Brno (výběr)
- Truffaldino – Sluha dvou pánů
- Cafourek – Škola základ života
- Lujko Zobar – Cikáni jdou do nebe

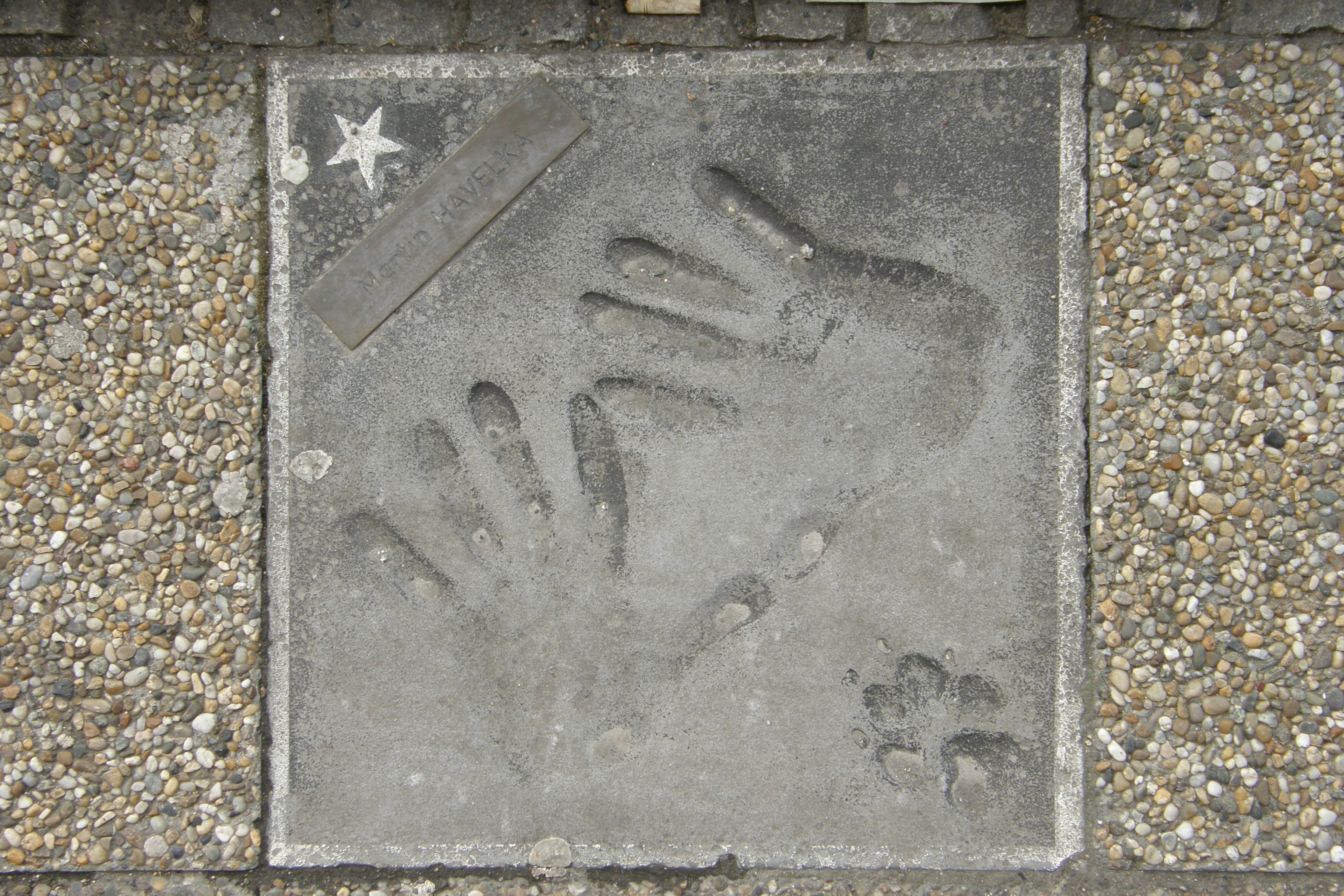
Otisk dlaní Martina Havelky před Městským divadlem Brno

- Jindřich Hradský – My Fair Lady (ze Zelňáku)
- Kapitán četnictva – Koločava
- Pilát Pontský – Jesus Christ Superstar
- Asim – Balada o lásce (Singoalla)
- Darryl – Čarodějky z Eastwicku
- Marian – Nahá múza
- Kůň – Blbec k večeři
- Georg Banks – Marry Poppins
- Orin – Kvítek z horrroru
- Petruccio – Zkrocení zlé ženy
- Mortimer Brewster – Jezinky a bezinky
- Hendrik Höfgen – Mefisto

## Filmografie

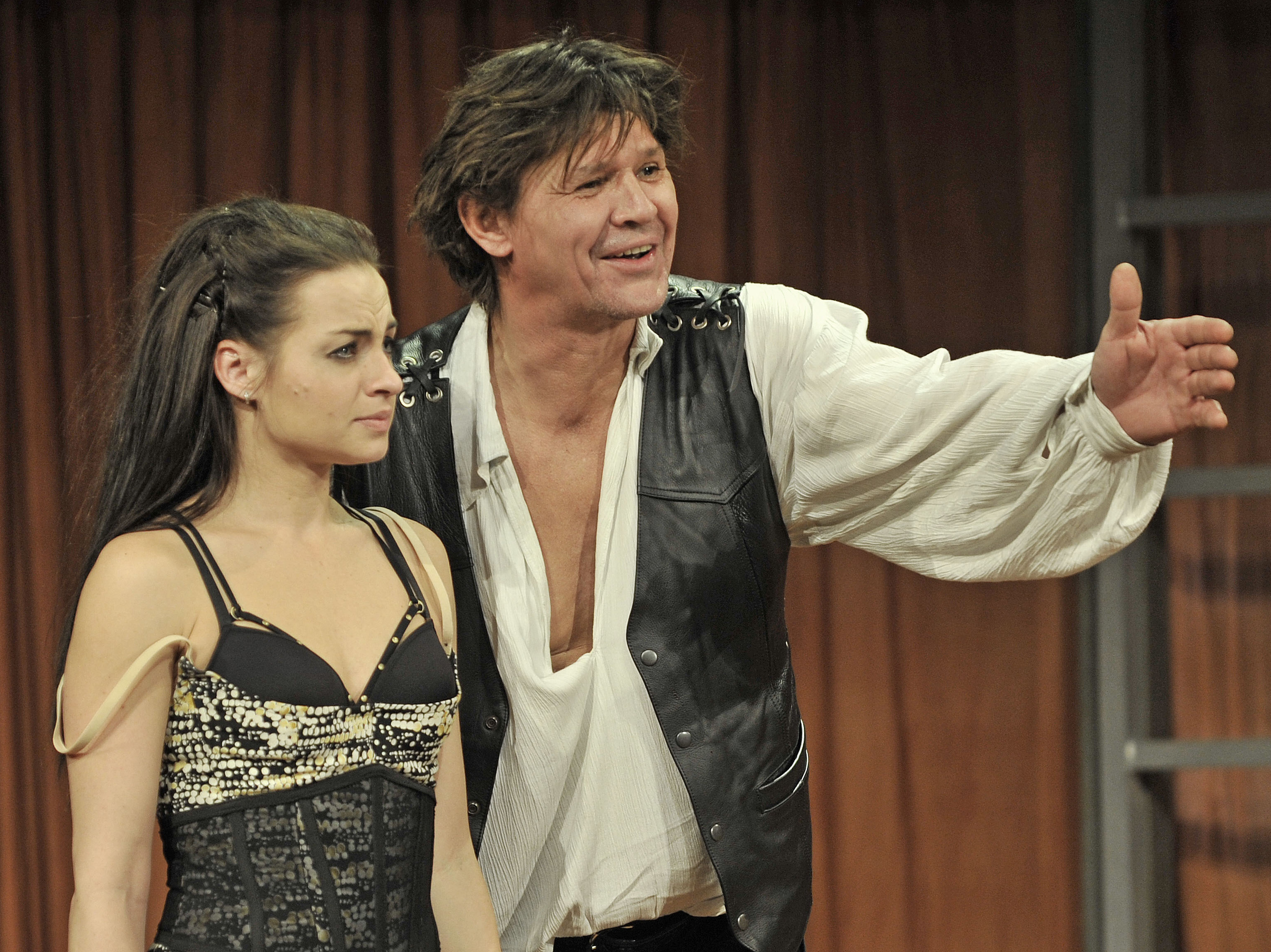
Martin Havelka s Radkou Coufalovou ve Zkrocení zlé ženy

- 2022 – Stíny v mlze (díl Dubina) – otec Musil
- 2021 – Atlas ptáků
- 2021 – Ochránce (pátý díl Džungle před tabulí)
- 2017 – Polda 2. série 2. epizoda
- 2016 – Učitelka
- 2016 – Pět mrtvých psů
- 2012 – Policajti z centra (díl Než řekneš švec) – šéf servisu
- 2011 – Westernstory – Jerry
- 2011 – Kriminálka Anděl (díl Pistole) – policista Kozlík
- 2010 – Tacho – Jožo
- 2009 – Okno do hřbitova (díl Mňoukavý hotel) – Marek Toman
- 2009 – Vyprávěj – vyšetřovatel SNB
- 2009 – Tajemství dešťového pokladu – Myšák
- 2008 – 10 způsobů lásky
- 2004 – Dobrá čtvrť – Honzův otec
- 2003 – Četnické humoresky, 2. série 23. epizoda – Matyáš
- 2000 – Přízraky mezi námi – mistr Leonard
- 1998 – Na lavici obžalovaných justice – Karel Vinkner
- 1996 – Jak se Kuba stal mlynářem – Jakub Fořt
- 1995 – Playgirls
- 1993 – Fontána pre Zuzanu 2
- 1985 – Tichá radosť – číšník v kavárně
- 1983 – Parcela 60, katastr Lukovice – příslušník pohraniční stráže
- 1978 – Balada pro banditu – Eržičin bratr